# Nicolae Urdăreanu
Nicolae Urdăreanu (n. 25 noiembrie 1937, Lăpușata, județul interbelic Vâlcea – d. 23 octombrie 2019, București) a fost un bariton român.

## Biografie
S-a născut pe 25 noiembrie 1937 în comuna Lăpușata, județul Vâlcea. A urmat Facultatea de Teologie, Litere, Istorie Arte din cadrul Universității din Pitești (promoția 1959). A fost solist al Operei Naționale București, fiind recunoscut pentru afinitatea rolurilor verdiene și fiind singurul bariton român wagnerian al vremurilor sale. În peste 40 de ani de activitate în arta lirică a interpretat peste 40 de roluri din opere celebre, dintre care pot fi amintite Oedip de George Enescu, Otello, Rigoletto și Bal mascat de Giuseppe Verdi, Olandezul zburător de Richard Wagner.

## Aprecieri critice
„În «Nabucodonosor», Nicolae Urdăreanu impresionează printr-un timbru potrivit, intonație sigură, frazare și dicție apreciabile. Vocea, prezența scenică, plasticitatea chipului sunt valorificate deplin în finalul primului tablou – un cânt «necruțător», ca și în scena din cel de-al treilea, cu nuanțări rafinate (de la șoapta întunecată la dezlănțuire) și claritate – o reușită marcantă a interpreților, moment muzical de excepție prin frumusețea arcului melodic și a intrărilor în canon”